# Llista de monuments de Vilanova de Meià
Llista de monuments de Vilanova de Meià inclosos en l'Inventari del Patrimoni Arquitectònic Català per al municipi de Vilanova de Meià (Noguera). Inclou els inscrits en el Registre de Béns Culturals d'Interès Nacional (BCIN) amb la classificació de monuments històrics, els Béns Culturals d'Interès Local (BCIL) de caràcter immoble i la resta de béns arquitectònics integrants del patrimoni cultural català.
| Monument                                                                                         | Protecció      | Estil/època                                       | Localització                                                                | Coordenades                                          | Codi?         | Imatge |
| ------------------------------------------------------------------------------------------------ | -------------- | ------------------------------------------------- | --------------------------------------------------------------------------- | ---------------------------------------------------- | ------------- | --- |
| Església de Sant Salvador                                                                        | BCIN 238-MH-EN | Romànic, gòtic, barroc XIII, XIV-XV, XVII-XVIII   | Vilanova de Meià Pl. de l'Ereta, 1                                          | 41° 59′ 44″ N, 1° 01′ 22″ E / 41.995504°N,1.022652°E | RI-51-0005083 | Església de Sant Salvador (Vilanova de Meià) · Vegeu més fotos d'aquest monument · Carregueu una nova foto d'aquest monument                                          |
| Església i monestir de Santa Maria de Meià                                                       | BCIN 445-MH    | Renaixement, obra popular, romànic XI, XIII, XVII | Vilanova de Meià Carrer del Viver, Santa Maria de Meià                      | 41° 59′ 33″ N, 0° 59′ 28″ E / 41.992402°N,0.991090°E | IPA-516       | Església i monestir de Santa Maria de Meià (Vilanova de Meià) · Vegeu més fotos d'aquest monument · Carregueu una nova foto d'aquest monument                         |
| Castell de Meià, o Castell del Puig de Meià                                                      | BCIN 1785-MH   | Romànic XI-XII                                    | Vilanova de Meià                                                            | 42° 00′ 10″ N, 1° 01′ 14″ E / 42.002775°N,1.020593°E | RI-51-0006541 | Castell de Meià (Vilanova de Meià) · Vegeu més fotos d'aquest monument · Carregueu una nova foto d'aquest monument                                                    |
| Castell d'Orenga                                                                                 | BCIN 1787-MH   | Romànic XI                                        | Vilanova de Meià                                                            | 41° 59′ 31″ N, 0° 56′ 44″ E / 41.991893°N,0.945459°E | RI-51-0006543 | Castell d'Orenga (Vilanova de Meià) · Vegeu més fotos d'aquest monument · Carregueu una nova foto d'aquest monument                                                   |
| Castell d'Argentera                                                                              | BCIN 1788-MH   | Romànic XI                                        | Vilanova de Meià Argentera                                                  | 41° 57′ 10″ N, 1° 01′ 57″ E / 41.952768°N,1.032491°E | RI-51-0006544 | Castell d'Argentera (Vilanova de Meià) · Vegeu més fotos d'aquest monument · Carregueu una nova foto d'aquest monument                                                |
| Castell de Peralba                                                                               | BCIN 3916-MH   | Romànic X-XI                                      | Vilanova de Meià                                                            | 41° 59′ 38″ N, 0° 55′ 10″ E / 41.993868°N,0.919406°E | RI-51-0012061 | Castell de Peralba (Vilanova de Meià) · Vegeu més fotos d'aquest monument · Carregueu una nova foto d'aquest monument                                                 |
| Castell de Cabrera, o Torre d'en Lluc                                                            | BCIN 3917-MH   | XII, XIII                                         | Vilanova de Meià                                                            | 42° 00′ 18″ N, 0° 54′ 56″ E / 42.005033°N,0.915645°E | RI-51-0012060 | Castell de Cabrera (Vilanova de Meià) · Vegeu més fotos d'aquest monument · Carregueu una nova foto d'aquest monument                                                 |
| Hostal Pissè                                                                                     |                | Obra popular XIX                                  | Vilanova de Meià C. de la Font, 16                                          | 41° 59′ 44″ N, 1° 01′ 25″ E / 41.995443°N,1.023743°E | IPA-22380     | Hostal Pissè (Vilanova de Meià) · Vegeu més fotos d'aquest monument · Carregueu una nova foto d'aquest monument                                                       |
| Portal i voltes medievals                                                                        |                | Gòtic XVI                                         | Vilanova de Meià                                                            | 41° 59′ 40″ N, 1° 01′ 22″ E / 41.994523°N,1.022860°E | IPA-22381     | Portal i voltes medievals (Vilanova de Meià) · Vegeu més fotos d'aquest monument · Carregueu una nova foto d'aquest monument                                          |
| Plaça Major                                                                                      |                | Obra popular XIV-XIX                              | Vilanova de Meià Pl. Major                                                  | 41° 59′ 42″ N, 1° 01′ 24″ E / 41.994979°N,1.023293°E | IPA-22382     | Plaça Major (Vilanova de Meià) · Vegeu més fotos d'aquest monument · Carregueu una nova foto d'aquest monument                                                        |
| Casa Gasset                                                                                      |                | Barroc XVIII                                      | Vilanova de Meià Travesia Plaça Major, Lluçars                              | 41° 58′ 32″ N, 1° 03′ 25″ E / 41.975555°N,1.056807°E | IPA-22383     | Casa Gasset (Vilanova de Meià) · Vegeu més fotos d'aquest monument · Carregueu una nova foto d'aquest monument                                                        |
| Cal Guerra                                                                                       |                | Gòtic tardà XIV-XVI                               | Vilanova de Meià C. Teixidors, 29                                           | 41° 59′ 41″ N, 1° 01′ 22″ E / 41.994703°N,1.022689°E | IPA-22384     | Cal Guerra (Vilanova de Meià) · Vegeu més fotos d'aquest monument · Carregueu una nova foto d'aquest monument                                                         |
| Cal Fuster                                                                                       |                | Obra popular, barroc XVII                         | Vilanova de Meià Pl. Panell, 6, Santa Maria de Meià                         | 41° 59′ 35″ N, 0° 59′ 42″ E / 41.993176°N,0.995026°E | IPA-22389     | Cal Fuster (Vilanova de Meià) · Vegeu més fotos d'aquest monument · Carregueu una nova foto d'aquest monument                                                         |
| Casa de la Vila, antiga església de Sant Benet                                                   |                | Barroc XVII                                       | Vilanova de Meià C. del Forn, 1, Santa Maria de Meià                        | 41° 59′ 35″ N, 0° 59′ 41″ E / 41.993084°N,0.994630°E | IPA-22391     | Casa de la Vila (Vilanova de Meià) · Vegeu més fotos d'aquest monument · Carregueu una nova foto d'aquest monument                                                    |
| Carrer de la Font                                                                                |                | Obra popular XII-XX                               | Vilanova de Meià Santa Maria de Meià                                        | 41° 59′ 35″ N, 0° 59′ 39″ E / 41.993149°N,0.994257°E | IPA-22392     | Carrer de la Font (Vilanova de Meià) · Vegeu més fotos d'aquest monument · Carregueu una nova foto d'aquest monument                                                  |
| Església de Sant Cristòfol de Meià, Santuari de la Verge del Puig Meià o Santuari de Nostra Dona | BCIL 2004      | Romànic X-XII                                     | Vilanova de Meià                                                            | 42° 00′ 10″ N, 1° 01′ 06″ E / 42.002825°N,1.018278°E | IPA-22393     | Església de Sant Cristòfol de Meià (Vilanova de Meià) · Vegeu més fotos d'aquest monument · Carregueu una nova foto d'aquest monument                                 |
| Capella de la Mare de Déu del Carme d'Argentera, o del Remei                                     | BCIL 2004      | Obra popular XIX                                  | Vilanova de Meià Argentera                                                  | 41° 57′ 34″ N, 1° 02′ 34″ E / 41.959449°N,1.042717°E | IPA-22397     | Capella de la Mare de Déu del Carme d'Argentera (Vilanova de Meià) · Vegeu més fotos d'aquest monument · Carregueu una nova foto d'aquest monument                    |
| Cal Pau                                                                                          |                | Renaixement, barroc XVI-XVIII                     | Vilanova de Meià Camí Colònies Petit, Argentera                             | 41° 57′ 36″ N, 1° 02′ 23″ E / 41.960031°N,1.039602°E | IPA-22398     | Cal Pau (Vilanova de Meià) · Vegeu més fotos d'aquest monument · Carregueu una nova foto d'aquest monument                                                            |
| Ermita de Sant Pere de Boada                                                                     | BCIL 2004      | Barroc, obra popular XVII                         | Vilanova de Meià Boada                                                      | 41° 57′ 31″ N, 1° 03′ 17″ E / 41.958555°N,1.054748°E | IPA-22400     | Ermita de Sant Pere de Boada (Vilanova de Meià) · Vegeu més fotos d'aquest monument · Carregueu una nova foto d'aquest monument                                       |
| Església parroquial de la Mare de Déu del Remei de Gàrzola                                       | BCIL 2004      | Obra popular, barroc XVII                         | Vilanova de Meià Pl. de l'Església, Gàrzola                                 | 41° 57′ 47″ N, 1° 01′ 35″ E / 41.963089°N,1.026340°E | IPA-22402     | Església parroquial de la Mare de Déu del Remei de Gàrzola (Vilanova de Meià) · Vegeu més fotos d'aquest monument · Carregueu una nova foto d'aquest monument         |
| Voltes                                                                                           |                | Obra popular                                      | Vilanova de Meià Gàrzola                                                    | 41° 57′ 47″ N, 1° 01′ 35″ E / 41.963155°N,1.026444°E | IPA-22403     | Carregueu una nova foto d'aquest monument |
| Església de la Mare de Déu de la Vansa, o Santa Maria de la Vansa, Mare de Déu de Gràcia         |                | Romànic XI                                        | Vilanova de Meià Tòrrec, al costat dels habitatges troglodítics de la Vansa | 41° 59′ 26″ N, 1° 04′ 25″ E / 41.990654°N,1.073614°E | IPA-22405     | Església de la Mare de Déu de la Vansa (Vilanova de Meià) · Vegeu més fotos d'aquest monument · Carregueu una nova foto d'aquest monument                             |
| Església de Sant Isidre de Tòrrec                                                                | BCIL 2004      | Obra popular, barroc XVII, XIX, XX                | Vilanova de Meià Pg. de l'Amistat,1, Tòrrec                                 | 41° 58′ 48″ N, 1° 04′ 27″ E / 41.979869°N,1.074142°E | IPA-22406     | Església de Sant Isidre de Tòrrec (Vilanova de Meià) · Vegeu més fotos d'aquest monument · Carregueu una nova foto d'aquest monument                                  |
| Casa Pere Roca                                                                                   |                | Obra popular XIX                                  | Vilanova de Meià Tòrrec                                                     | 41° 58′ 46″ N, 1° 04′ 24″ E / 41.979420°N,1.073317°E | IPA-22407     | Carregueu una nova foto d'aquest monument |
| Església parroquial de Sant Pere de Lluçars                                                      | BCIL 2004      | Renaixement, barroc XVII, XVIII                   | Vilanova de Meià C. Església, Lluçars                                       | 41° 58′ 32″ N, 1° 03′ 23″ E / 41.975474°N,1.056279°E | IPA-22409     | Església parroquial de Sant Pere de Lluçars (Vilanova de Meià) · Vegeu més fotos d'aquest monument · Carregueu una nova foto d'aquest monument                        |
| Molí fariner                                                                                     |                | Gòtic, barroc XIV, XVIII                          | Vilanova de Meià C. del Molí, 8, Lluçars                                    | 41° 58′ 31″ N, 1° 03′ 22″ E / 41.97521°N,1.05606°E   | IPA-22410     | Molí fariner (Vilanova de Meià) · Vegeu més fotos d'aquest monument · Carregueu una nova foto d'aquest monument                                                       |
| Antiga església parroquial de la Mare de Déu del Remei d'Argentera                               | BCIL 2004      | Romànic XI-XII, XIII                              | Vilanova de Meià Argentera                                                  | 41° 57′ 21″ N, 1° 01′ 52″ E / 41.955769°N,1.031066°E | IPA-29879     | Antiga església parroquial de la Mare de Déu del Remei d'Argentera (Vilanova de Meià) · Vegeu més fotos d'aquest monument · Carregueu una nova foto d'aquest monument |
| Ermita de Sant Sebastià a la Coscollera                                                          | BCIL 2004      | Gòtic XVI                                         | Vilanova de Meià Santa Maria de Meià, quadra de la Coscollera               | 42° 00′ 11″ N, 0° 58′ 35″ E / 42.003129°N,0.976343°E | IPA-29880     | Ermita de Sant Sebastià a la Coscollera (Vilanova de Meià) · Vegeu més fotos d'aquest monument · Carregueu una nova foto d'aquest monument                            |
| Fossar i capella del Sant Crist                                                                  |                | Historicisme XIX                                  | Vilanova de Meià Ctra. Artesa de Segre                                      | 41° 58′ 55″ N, 1° 01′ 43″ E / 41.981863°N,1.028612°E | IPA-30944     | Fossar i capella del Sant Crist (Vilanova de Meià) · Vegeu més fotos d'aquest monument · Carregueu una nova foto d'aquest monument                                    |
| Casa forta de Vallfarines, o torre de l'Espinal                                                  |                | Romànic XII, XIII                                 | Vilanova de Meià                                                            | 42° 00′ 01″ N, 0° 57′ 37″ E / 42.000408°N,0.960289°E | IPA-30954     | Casa forta de Vallfarines (Vilanova de Meià) · Vegeu més fotos d'aquest monument · Carregueu una nova foto d'aquest monument                                          |
| Castell de la Fabregada                                                                          |                | XII, XI                                           | Vilanova de Meià                                                            | 42° 01′ 04″ N, 1° 02′ 38″ E / 42.017789°N,1.043882°E | IPA-30955     | Castell de la Fabregada (Vilanova de Meià) · Vegeu més fotos d'aquest monument · Carregueu una nova foto d'aquest monument                                            |
| Església de Sant Pere de Cabrera, Torre del Lluc                                                 |                | Romànic XII-XIII                                  | Vilanova de Meià                                                            | 42° 00′ 18″ N, 0° 54′ 56″ E / 42.00501°N,0.91560°E   | IPA-30982     | Carregueu una nova foto d'aquest monument |
| Casa forta de Rocaspana                                                                          |                | Romànic XIII                                      | Vilanova de Meià Serra de Sant Mamet                                        | 41° 59′ 41″ N, 0° 56′ 26″ E / 41.994732°N,0.940471°E | IPA-30984     | Casa forta de Rocaspana (Vilanova de Meià) · Vegeu més fotos d'aquest monument · Carregueu una nova foto d'aquest monument                                            |
| Sant Sadurní de la Fabregada                                                                     |                | Romànic XI                                        | Vilanova de Meià                                                            | 42° 01′ 06″ N, 1° 02′ 43″ E / 42.018445°N,1.045293°E | IPA-30992     | Sant Sadurní de la Fabregada (Vilanova de Meià) · Vegeu més fotos d'aquest monument · Carregueu una nova foto d'aquest monument                                       |
| Santa Cecília de la Fabregada                                                                    |                | Romànic XI                                        | Vilanova de Meià                                                            | 42° 00′ 28″ N, 1° 03′ 46″ E / 42.007737°N,1.062847°E | IPA-30994     | Santa Cecília de la Fabregada (Vilanova de Meià) · Vegeu més fotos d'aquest monument · Carregueu una nova foto d'aquest monument                                      |
| Creu de terme gòtica al fossar                                                                   |                |                                                   | Vilanova de Meià                                                            | 41° 58′ 54″ N, 1° 01′ 43″ E / 41.981737°N,1.028736°E | IPA-41373     | Creu de terme gòtica al fossar (Vilanova de Meià) · Vegeu més fotos d'aquest monument · Carregueu una nova foto d'aquest monument                                     |
| Creu de terme de la plaça de la Creu                                                             |                |                                                   | Vilanova de Meià                                                            | 41° 59′ 45″ N, 1° 01′ 23″ E / 41.995905°N,1.023108°E | IPA-41374     | Creu de terme de la plaça de la Creu (Vilanova de Meià) · Vegeu més fotos d'aquest monument · Carregueu una nova foto d'aquest monument                               |